# Xiaoguai (sockenhuvudort i Kina, Xinjiang Uygur Zizhiqu, lat 45,13, long 85,04)
Xiaoguai (kinesiska: 小拐, 小拐乡) är en sockenhuvudort i Kina. Den ligger i den autonoma regionen Xinjiang, i den nordvästra delen av landet, omkring 250 kilometer nordväst om regionhuvudstaden Ürümqi. Antalet invånare är 1 496. Befolkningen består av 600 kvinnor och 896 män. Barn under 15 år utgör 13,0 %, vuxna 15-64 år 83 %, och äldre över 65 år 3,0 %.
Runt Xiaoguai är det ganska tätbefolkat, med 96 invånare per kvadratkilometer. Trakten runt Xiaoguai består i huvudsak av gräsmarker.
Genomsnittlig årsnederbörd är 215 millimeter. Den regnigaste månaden är juli, med i genomsnitt 42 mm nederbörd, och den torraste är oktober, med 8 mm nederbörd.